# 1534
Il 1534 (MDXXXIV in numeri romani) è un anno  del XVI secolo.

## Eventi
- Gennaio – Rivolta anabattista di Münster.
- 27 gennaio – Francesco I, re di Francia, stringe un patto segreto con il langravio Filippo I d'Assia: lo scopo ufficiale è quello di aiutare il duca Ulrico I di Württemberg, usurpato del suo dominio proprio da Carlo V d'Asburgo, vero obiettivo del patto.
- È ucciso, a Forlì, da sicari del partito guelfo, il celebre condottiero Cesare Hercolani, il vincitore di Pavia.
- São Tomé, sede principale della tratta, viene dichiarata città e centro arcivescovile sotto i missionari bianchi.[1]
- 10 giugno – L'esploratore Jacques Cartier, grazie al sostegno finanziario di Francesco I di Francia, compie un'esplorazione dirigendosi verso lo stretto di Belle Isle, per poi navigare verso sud lungo le coste dell'isola del Principe Edoardo e della baia di Gaspé e infine tornare in madre patria.
- 13 ottobre – Paolo III (Alessandro Farnese) diviene papa.
- 3 novembre – Enrico VIII d'Inghilterra promulga l'Act of Supremacy che provoca la rottura con Roma e la relativa scomunica papale.
- Tommaso Moro (Thomas Moore) si dimette dalla carica di cancelliere, per non giurare fedeltà all'Atto di Supremazia.
- I Corsari barbareschi, guidati da Khayr al-Din Barbarossa ed affiliati all'Impero ottomano, conquistano Tunisi.

## Nati

### Gennaio
- 24 gennaio - Setthathirat I, sovrano laotiano († 1571)

### Febbraio
- 5 febbraio - Giovanni Bardi, letterato, militare e scrittore italiano († 1612)
- 15 febbraio - Alessandro Sauli, vescovo cattolico, religioso e teologo italiano († 1592)
- 28 febbraio - Alberico I Cybo-Malaspina, sovrano italiano († 1623)

### Marzo
- 1º marzo - Francis Walsingham, politico e diplomatico inglese († 1590)
- 19 marzo - José de Anchieta, gesuita, linguista e missionario spagnolo († 1597)
- 19 marzo - Lodovico Capponi juniore, banchiere italiano († 1614)
- 20 marzo - Francesco Mantica, cardinale e giurista italiano († 1614)

### Aprile
- 4 aprile - Martino Longhi il vecchio, architetto italiano († 1591)

### Giugno
- 1º giugno - Fulvia di Randan, nobildonna italiana († 1607)
- 2 giugno - Volcher Coiter, anatomista e naturalista olandese († 1576)
- 3 giugno - Hosokawa Fujitaka, militare giapponese († 1610)
- 15 giugno - Enrico I di Montmorency, nobile e militare francese († 1614)
- 23 giugno - Oda Nobunaga, militare giapponese († 1582)

### Luglio
- 1º luglio - Federico II di Danimarca, re († 1588)
- 13 luglio - Bartolomeo Celsi, funzionario e militare italiano († 1570)
- 17 luglio - Lorenzo Bernardo, ambasciatore italiano († 1592)
- 18 luglio - Zaccaria Ursino, teologo e predicatore tedesco († 1583)

### Agosto
- 16 agosto - Andrea del Guasto, religioso italiano († 1627)

### Ottobre
- 4 ottobre - Guglielmo I di Schwarzburg-Frankenhausen, conte († 1597)
- 9 ottobre - Guru Ram Das († 1581)
- 18 ottobre - Jean Passerat, umanista e poeta francese († 1602)

### Novembre
- 2 novembre - Eleonora d'Austria, duchessa († 1594)
- 6 novembre - Joachim Camerarius il Giovane, medico, botanico e naturalista tedesco († 1598)

### Dicembre
- 16 dicembre - Hans Bol, pittore e artista fiammingo († 1593)

### Senza giorno specificato
- Onorio da Maglie, filologo greco († 1563)
- Lodovico Agostini, cantore e compositore italiano († 1590)
- Lucia Albani Avogadro, poetessa italiana († 1568)
- Dirck Barendsz, pittore olandese († 1592)
- Hugo Blotius, giurista e bibliotecario olandese († 1608)
- Bartolomeo Ferratini, cardinale italiano († 1606)
- Dietrich Flade, avvocato e giudice tedesco († 1589)
- Gamō Katahide, militare giapponese († 1584)
- Hubert van Giffen, giurista e filologo classico olandese († 1604)
- George Gordon, V conte di Huntly, nobile scozzese († 1576)
- Antonio Grimaldi Cebà, doge († 1599)
- Alessandro Guagnini, storico e militare italiano († 1614)
- Felipe Guamán Poma de Ayala,  peruviano († 1615)
- Lucas de Heere, pittore, storico dell'arte e poeta fiammingo († 1584)
- Andrés Hibernón, religioso spagnolo († 1602)
- Isono Kazumasa, militare giapponese († 1583)
- Lucas Janszoon Waghenaer, cartografo olandese († 1606)
- Lorenzo Laureti, vescovo cattolico italiano († 1598)
- Stoldo Lorenzi, scultore italiano
- Isaac ben Solomon Luria, rabbino, mistico e teologo ottomano († 1572)
- Antonio Martelli, condottiero italiano († 1618)
- Giuseppe Meda, pittore, architetto e ingegnere italiano († 1599)
- Giovan Battista Montano, architetto, disegnatore e scultore italiano († 1621)
- Obata Masamori, militare giapponese († 1582)
- Oda Ujiharu, militare giapponese († 1602)
- Saitō Toshimitsu, militare giapponese († 1582)
- Matteo Senarega, doge († 1606)
- Alessandro Sforza di Santa Fiora, cardinale italiano († 1581)
- Francisco Soto de Langa, cantore, compositore e presbitero spagnolo († 1619)
- Luis de Velasco,  spagnolo († 1617)
- Watanabe Hajime, militare giapponese († 1612)
- Fernando de Herrera, poeta e scrittore spagnolo († 1597)
- Miguel de Oquendo y Segura, ammiraglio spagnolo († 1588)
- Claude de la Baume, cardinale e arcivescovo cattolico francese († 1584)
- Jan Łasicki, storico e teologo tedesco († 1602)

## Morti

### Gennaio
- 2 gennaio - Battista da Crema, religioso italiano
- 6 gennaio - Niccolò Bonafede, vescovo cattolico e condottiero italiano (n. 1463)
- 9 gennaio - Giovanni Aventino, storico e filologo tedesco (n. 1477)
- 10 gennaio - Franciotto Orsini, militare e cardinale italiano (n. 1473)
- 19 gennaio - Taddeo Della Volpe, nobile italiano (n. 1474)
- 25 gennaio - Maddalena di Sassonia, nobile tedesca (n. 1507)
- 27 gennaio - Ludovico Orsini, condottiero italiano
- 29 gennaio - Christoph von Werdenberg-Heiligenberg, nobile tedesco (n. 1480)

### Febbraio
- 15 febbraio - Diego García de Paredes, militare spagnolo (n. 1468)
- 15 febbraio - Barbara Jagellona, principessa (n. 1478)

### Marzo
- 5 marzo - Correggio, pittore italiano (n. 1489)
- 8 marzo - Henry Brandon, I conte di Lincoln, nobile britannico (n. 1523)
- 16 marzo - Scipione Provaglio, politico italiano
- 19 marzo - Hafsa Sultan,  ottomana
- 26 marzo - Gabriel de Grammont, arcivescovo cattolico e cardinale francese (n. 1486)

### Aprile
- 4 aprile - Jan Matthys, profeta olandese
- 12 aprile - Lucrezia Crivelli,  italiana
- 16 aprile - Maham Begum, regina indiana
- 20 aprile - Elizabeth Barton, religiosa inglese (n. 1506)
- 27 aprile - Angelo Macrini, religioso italiano (n. 1476)

### Maggio
- 3 maggio - Juana Vázquez y Gutiérrez, badessa e mistica spagnola (n. 1481)

### Luglio
- 4 luglio - Anastasia di Hohenzollern, principessa tedesca (n. 1478)
- 19 luglio - Willem Enckenwoirt, cardinale e vescovo cattolico olandese (n. 1464)

### Agosto
- 3 agosto - Andrea della Valle, cardinale e vescovo cattolico italiano (n. 1463)
- 10 agosto - Tommaso De Vio, cardinale italiano (n. 1469)
- 21 agosto - Philippe de Villiers de L'Isle-Adam,  francese (n. 1464)

### Settembre
- 2 settembre - Gerald FitzGerald, IX conte di Kildare, militare irlandese (n. 1487)
- 25 settembre - Papa Clemente VII, papa, arcivescovo cattolico e cardinale italiano (n. 1478)
- 29 settembre - Alvise Gritti, mercante e politico turco (n. 1480)

### Ottobre
- 25 ottobre - Gabriele Mascioli, arcivescovo cattolico italiano
- 31 ottobre - Alfonso I d'Este, nobile, mecenate e politico italiano (n. 1476)

### Novembre
- 7 novembre - Ferdinando d'Aviz, principe portoghese (n. 1507)
- 23 novembre - Otto Brunfels, teologo e botanico tedesco
- 23 novembre - Beatriz Galindo, scrittrice e umanista spagnola (n. 1465)

### Dicembre
- 5 dicembre - Luigia Strozzi, nobildonna italiana
- 7 dicembre - Andrea Giovanni Lascaris, umanista e scrittore bizantino (n. 1445)
- 13 dicembre - Paulus de Middelburgo, medico e vescovo cattolico belga (n. 1445)
- 24 dicembre - Antoine Augereau, tipografo francese (n. 1485)
- 27 dicembre - Antonio da Sangallo il Vecchio, architetto e scultore italiano

### Senza giorno specificato
- Khvandamir, storico persiano (n. 1475)
- Ratsada, sovrano siamese (n. 1529)
- Amago Okihisa, militare giapponese (n. 1497)
- Juan de Borgoña, pittore spagnolo (n. 1465)
- Giovan Francesco Capoferri, intarsiatore italiano (n. 1487)
- Lodovico Capponi seniore, banchiere e politico italiano (n. 1482)
- Pablo Coronel, traduttore, orientalista e docente spagnolo (n. 1480)
- Enrique Egas, architetto spagnolo (n. 1455)
- Cinzio Filonardi, vescovo cattolico italiano (n. 1491)
- Lorenzo di Mariano, scultore italiano (n. 1476)
- Alessandro Gabbioneta, giurista, ambasciatore e presbitero italiano
- Michail Glinskij, militare lituano (n. 1470)
- Cesare Hercolani, condottiero italiano (n. 1499)
- Cesare Magni, pittore italiano (n. 1492)
- Pandolfo IV Malatesta, condottiero italiano (n. 1475)
- Pacello da Mercogliano, architetto e presbitero italiano (n. 1455)
- Gaspare Murgi, vescovo cattolico italiano
- Marcantonio Raimondi, incisore italiano
- Satomi Yoshitoyo, militare giapponese (n. 1513)
- Andrea Trevisan, diplomatico e politico italiano (n. 1458)
- Francesco Vigilio, umanista e letterato italiano (n. 1446)
- Diego de Riaño, architetto spagnolo
- Mattia della Robbia, religioso e scultore italiano (n. 1468)

## Calendario
| Calendario 1534 | Calendario 1534 | Calendario 1534 | Calendario 1534 | Calendario 1534 | Calendario 1534 | Calendario 1534 | Calendario 1534 | Calendario 1534 | Calendario 1534 | Calendario 1534 | Calendario 1534 | Calendario 1534 | Calendario 1534 | Calendario 1534 | Calendario 1534 | Calendario 1534 | Calendario 1534 | Calendario 1534 | Calendario 1534 | Calendario 1534 | Calendario 1534 | Calendario 1534 | Calendario 1534 | Calendario 1534 | Calendario 1534 | Calendario 1534 | Calendario 1534 | Calendario 1534 | Calendario 1534 | Calendario 1534 | Calendario 1534 | Calendario 1534 |
| --------------- | --------------- | --------------- | --------------- | --------------- | --------------- | --------------- | --------------- | --------------- | --------------- | --------------- | --------------- | --------------- | --------------- | --------------- | --------------- | --------------- | --------------- | --------------- | --------------- | --------------- | --------------- | --------------- | --------------- | --------------- | --------------- | --------------- | --------------- | --------------- | --------------- | --------------- | --------------- | --------------- |
|                 | 1               | 2               | 3               | 4               | 5               | 6               | 7               | 8               | 9               | 10              | 11              | 12              | 13              | 14              | 15              | 16              | 17              | 18              | 19              | 20              | 21              | 22              | 23              | 24              | 25              | 26              | 27              | 28              | 29              | 30              | 31              |                 |
| Gennaio         | Gi              | Ve              | Sa              | Do              | Lu              | Ma              | Me              | Gi              | Ve              | Sa              | Do              | Lu              | Ma              | Me              | Gi              | Ve              | Sa              | Do              | Lu              | Ma              | Me              | Gi              | Ve              | Sa              | Do              | Lu              | Ma              | Me              | Gi              | Ve              | Sa              |                 |
| Febbraio        | Do              | Lu              | Ma              | Me              | Gi              | Ve              | Sa              | Do              | Lu              | Ma              | Me              | Gi              | Ve              | Sa              | Do              | Lu              | Ma              | Me              | Gi              | Ve              | Sa              | Do              | Lu              | Ma              | Me              | Gi              | Ve              | Sa              |                 |                 |                 |                 |
| Marzo           | Do              | Lu              | Ma              | Me              | Gi              | Ve              | Sa              | Do              | Lu              | Ma              | Me              | Gi              | Ve              | Sa              | Do              | Lu              | Ma              | Me              | Gi              | Ve              | Sa              | Do              | Lu              | Ma              | Me              | Gi              | Ve              | Sa              | Do              | Lu              | Ma              |                 |
| Aprile          | Me              | Gi              | Ve              | Sa              | Do              | Lu              | Ma              | Me              | Gi              | Ve              | Sa              | Do              | Lu              | Ma              | Me              | Gi              | Ve              | Sa              | Do              | Lu              | Ma              | Me              | Gi              | Ve              | Sa              | Do              | Lu              | Ma              | Me              | Gi              |                 |                 |
| Maggio          | Ve              | Sa              | Do              | Lu              | Ma              | Me              | Gi              | Ve              | Sa              | Do              | Lu              | Ma              | Me              | Gi              | Ve              | Sa              | Do              | Lu              | Ma              | Me              | Gi              | Ve              | Sa              | Do              | Lu              | Ma              | Me              | Gi              | Ve              | Sa              | Do              |                 |
| Giugno          | Lu              | Ma              | Me              | Gi              | Ve              | Sa              | Do              | Lu              | Ma              | Me              | Gi              | Ve              | Sa              | Do              | Lu              | Ma              | Me              | Gi              | Ve              | Sa              | Do              | Lu              | Ma              | Me              | Gi              | Ve              | Sa              | Do              | Lu              | Ma              |                 |                 |
| Luglio          | Me              | Gi              | Ve              | Sa              | Do              | Lu              | Ma              | Me              | Gi              | Ve              | Sa              | Do              | Lu              | Ma              | Me              | Gi              | Ve              | Sa              | Do              | Lu              | Ma              | Me              | Gi              | Ve              | Sa              | Do              | Lu              | Ma              | Me              | Gi              | Ve              |                 |
| Agosto          | Sa              | Do              | Lu              | Ma              | Me              | Gi              | Ve              | Sa              | Do              | Lu              | Ma              | Me              | Gi              | Ve              | Sa              | Do              | Lu              | Ma              | Me              | Gi              | Ve              | Sa              | Do              | Lu              | Ma              | Me              | Gi              | Ve              | Sa              | Do              | Lu              |                 |
| Settembre       | Ma              | Me              | Gi              | Ve              | Sa              | Do              | Lu              | Ma              | Me              | Gi              | Ve              | Sa              | Do              | Lu              | Ma              | Me              | Gi              | Ve              | Sa              | Do              | Lu              | Ma              | Me              | Gi              | Ve              | Sa              | Do              | Lu              | Ma              | Me              |                 |                 |
| Ottobre         | Gi              | Ve              | Sa              | Do              | Lu              | Ma              | Me              | Gi              | Ve              | Sa              | Do              | Lu              | Ma              | Me              | Gi              | Ve              | Sa              | Do              | Lu              | Ma              | Me              | Gi              | Ve              | Sa              | Do              | Lu              | Ma              | Me              | Gi              | Ve              | Sa              |                 |
| Novembre        | Do              | Lu              | Ma              | Me              | Gi              | Ve              | Sa              | Do              | Lu              | Ma              | Me              | Gi              | Ve              | Sa              | Do              | Lu              | Ma              | Me              | Gi              | Ve              | Sa              | Do              | Lu              | Ma              | Me              | Gi              | Ve              | Sa              | Do              | Lu              |                 |                 |
| Dicembre        | Ma              | Me              | Gi              | Ve              | Sa              | Do              | Lu              | Ma              | Me              | Gi              | Ve              | Sa              | Do              | Lu              | Ma              | Me              | Gi              | Ve              | Sa              | Do              | Lu              | Ma              | Me              | Gi              | Ve              | Sa              | Do              | Lu              | Ma              | Me              | Gi              |                 |